# C'est une fille de Paname
Pour plus de détails, voir Fiche technique et Distribution.
C'est une fille de Paname est un film français d'Henri Lepage, sorti en 1957.

## Synopsis
Lyane, chanteuse, est la fille d'un producteur d'opérette. Elle aime le compositeur, mais il est conduit à rompre leur liaison.

## Fiche technique
- Titre : C'est une fille de Paname
- Réalisation : Henri Lepage, assisté de Georges Lautner
- Scénario : Maurice Juven[1]
- Décors : Louis Le Barbenchon
- Costumes : Caroline Lautner
- Photographie : Charly Willy-Gricha
- Montage : Marcelle Saissey
- Son : Séverin Frankiel
- Musique : Jean-Claude Ledrut
- Société de production : J.A.M. Films
- Pays :  France
- Format : Noir et blanc - 2,35:1 - 35 mm - Son mono
- Genre : Drame
- Durée : 91 minutes
- Date de sortie : 
  - France : 25 septembre 1957

## Distribution
- Philippe Lemaire : Jacques Kellermann
- Danielle Godet : Lyane Grandhomme
- Lise Bourdin : Jeanne
- Jacques Castelot : Jean Paget
- Madeleine Barbulée
- Roméo Carlès : Jean-François Grandhomme
- Jacques Dynam
- Jim Gérald
- Sophie Sel
- Georges Aubert
- Sylvie Adassa
- Claude Ivry
- Ginette Rolland